# Watching the Wheels
«Watching the Wheels» (с англ. — «Смотря на колёса», или в контексте — «Смотрю, как крутятся колёса») — сингл Джона Леннона, выпущенный после его убийства в 1981 году. На стороне «Б» расположена песня жены Леннона Йоко Оно — «Yes, I’m Your Angel». Это был третий и последний сингл из альбома Леннона и Оно Double Fantasy, он достиг 10 места в США в Billboard Hot 100 и 7 места в Top 100 журнала Cashbox. Впоследствии он был переиздан: вместо песни Йоко была помещена другая песня Джона — «Beautiful Boy (Darling Boy)». В Великобритании сингл занял 30 строчку в чарте.

## История

### Текст и название

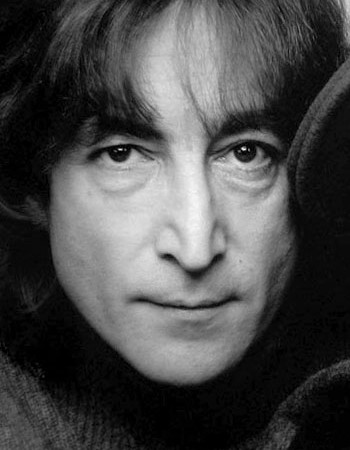
Джон Леннон в 1980 году

В «Watching the Wheels» Леннон обращается к тем, кто ушёл в творческий отпуск и занялся личной жизнью. В период с 1975 по 1980 годы, после 11 лет постоянной работы, Джон ушёл из музыкальной индустрии, чтобы сосредоточиться на воспитании сына Шона. Сама композиция стала письмом всем людям о том, что музыкант в порядке, и он просто устал от публичной жизни. Текст песни начинается со слов «People say I'm crazy / Doing what I'm doing». В припеве Джон отвечает на все эти слова: «I'm just sitting here watching the wheels go round and round / I really love to watch them roll / No longer riding on the merry-go-round / I just had to let it go». Возможно, этими строками Леннон говорит о том, что проводит всё своё свободное время, просто наблюдая за тем, как крутятся колёса машин из окна своего дома «Дакота».
Написанием «Watching the Wheels» Джон занялся в 1977 году. У песни было несколько названий: с самого начала она была «Emotional Wreck», к 1978 году — «People», а уже через год она называлась «I’m Crazy». Эта версия содержала некоторые слова, которые не были включены в окончательную версию «Watching The Wheels»: «People say I’m stupid / Giving my money away / They give me all kinds of names and addresses / Designed to save me financially».
Самим Джоном песня была охарактеризована в интервью Rolling Stone: «Смотреть на колёса? Вся вселенная — это колесо, верно? Колёса крутятся по кругу. В основном это мои собственные колёса. Но, знаете, наблюдать за собой — все равно, что смотреть на всех остальных. И я тоже наблюдаю за собой через своего ребёнка».

### Музыка
К концу своего отпуска Леннон придумал аккорды и все куплеты, кроме припева. Было записано несколько демоверсий песни: одну из первых Джон исполнил в «Дакоте». Позднее он записал демо с электрогитарой, придав песне ритм буги-вуги, от которого при последующих записях отказались. Финальное демо Джон записал в июне 1980 года. Оно было включено в бокс-сет John Lennon Anthology 1998 года и сборник Acoustic 2004 года, а также представлено в финальных титрах к фильму «Приколисты» 2009 года.

## Запись

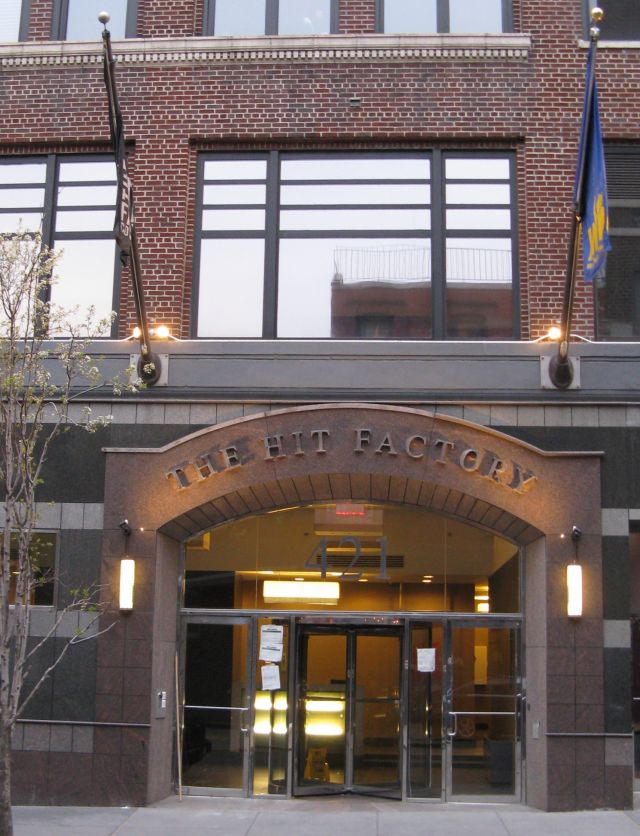
Студия The Hit Factory

«Watching the Wheels» была записана на студии The Hit Factory в Нью-Йорке 18 августа 1980 года. У Леннона была большая коллекция гитар, и он привёз их всех в студию, включая свой знаменитый чёрный Rickenbacker. Леннон записал свой двойной вокал 20 сентября, а через 9 дней он был сведён. В песне используются цимбалы в сопровождении ведущего фортепиано: на них сыграл Мэттью Каннингем, уличный музыкант из Гринвич-Виллидж, которого на сеансы пригласили продюсер Джек Дуглас и инженер Ли ДеКарло.

## Выпуск
Впервые «Watching The Wheels» был показан широкой публике в последнем альбоме Леннона и Оно Double Fantasy, вышедшем 17 ноября 1980 года, в качестве первой песни на стороне «Б». Через полгода композиция была выпущена в виде сингла уже после убийства Джона Леннона 13 марта 1981 года в США и 27 марта в Великобритании. На его оборотной стороне находилась песня Йоко Оно «I’m Your Angel», переименованная в «Yes, I’m Your Angel». В США он занял 10 место в Billboard Hot 100, шестое место в чарте Adult Contemporary и 7 место в Cashbox Top 100. В Великобритании он достиг 30 места, а в Канаде и Швейцарии вошёл в десятку лучших. Уже через месяц сингл был издан в Америке повторно. Вместо песни Оно на сторону «Б» была помещена «Beautiful Boy (Darling Boy)» авторства Джона.
На обложку сингла помещена фотография, на которой Леннон и Оно выходят из здания «Дакоты». Её сделал Пол Гореш, фотограф-любитель, который подружился с Ленноном. Гореш сделал несколько фотографий Леннона в 1980 году, в том числе печально известную фотографию, на которой он подписал копию Double Fantasy для своего поклонника Марка Дэвида Чепмена за несколько часов до своей смерти.

## Участники записи
- Джон Леннон — вокал, фортепиано, музыкальная клавиатура
- Эрл Слик, Хью МакКракен[англ.] — электрогитара
- Тони Левин — бас-гитара
- Джордж Смолл[англ.] — музыкальная клавиатура
- Эрик Тройер[англ.] — Prophet-5
- Энди Ньюмарк[англ.] — ударная установка
- Мэттью Каннингем — цимбалы
- Артур Дженкинс[англ.] — ударные музыкальные инструменты
- Мишель Симпсон, Кассандра Вутен, Шерил Мейсон Джекс, Эрик Тройер[англ.] — бэк-вокал
- Джек Дуглас[англ.] — продюсер

## Чарты и сертификации
| Чарты (1981)                                  | Высшая позиция |
| --------------------------------------------- | -------------- |
| Австралия (Kent Music Report)                 | 45             |
| Австрия                                       | 12             |
| Канада (RPM)                                  | 3              |
| Германия                                      | 46             |
| Новая Зеландия                                | 46             |
| Ирландия (IRMA)                               | 20             |
| Великобритания                                | 30             |
| США (Billboard)                               | 10             |
| США (Billboard) Hot Adult Contemporary Tracks | 6              |
| США (Cashbox Top 100)                         | 7              |

| Чарты (1981)            | Высшая позиция |
| ----------------------- | -------------- |
| Канада (RPM)            | 26             |
| США (Billboard Hot 100) | 86             |
| США (Cashbox)           | 62             |

## Кавер-версии

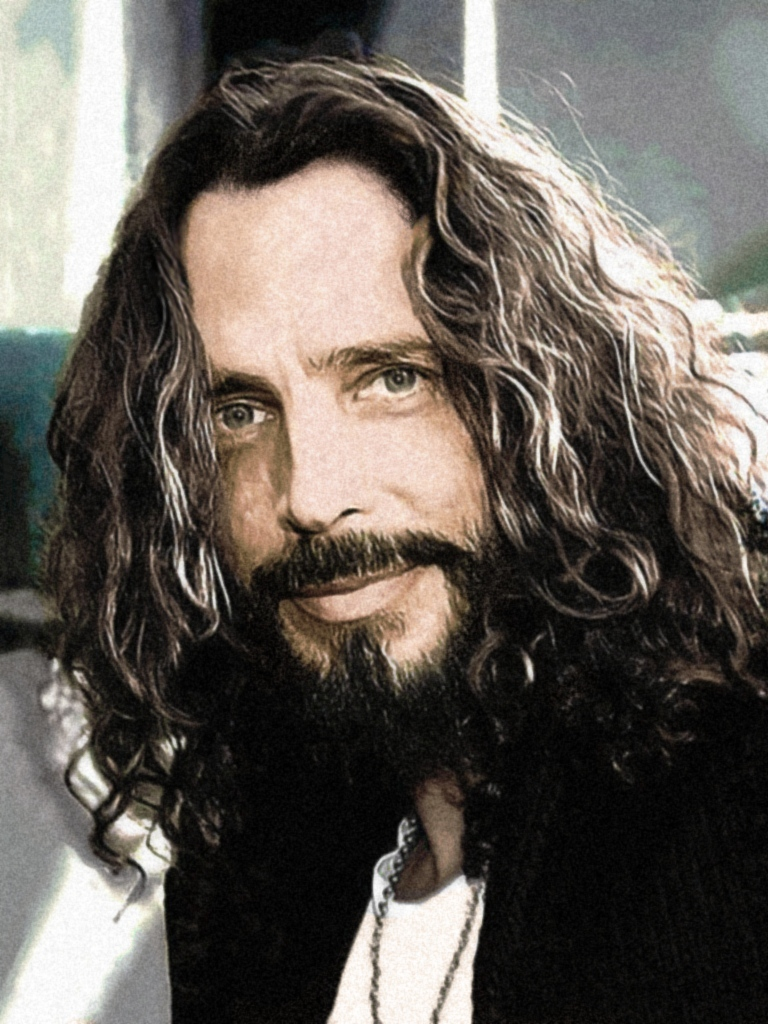
Крис Корнелл

Существует множество кавер-версий песни «Watching The Wheels». В 1992 году песню перепела Гвен Гатри, в 1997 — группа The Samples; Парагвайская рок-группа Deliverans выпустила испанскую версию композиции в альбоме-сборнике Lenon Vive: Un Tributo Del Rock Paraguayo, Матисьяху исполнил «Watching The Wheels» для благотворительного альбома Instant Karma: The Amnesty International Campaign to Save Darfur (2007), а версия Чарли Гарсии под названием «Mirando las ruedas» вошла в его альбом Kill Gil (2010). Патрик Вулф переработал песню для выступления наYoko Ono’s Meltdown Festival в Southbank Centre. 9 октября 2020 года, в честь дня рождения Джона, Вилли Нельсон со своими сыновьями исполнил свою версию песни. В 2020 году кавер Криса Корнелла, большого поклонника Джона Леннона, вошёл в его посмертный сборник No One Sings Like You Anymore, Vol. 1.

## В кинематографе
Кроме использования песни в фильме «Приколисты», она звучала в «Нецелованной» 1999 и «Вундеркиндах» 2000 года.